# Спирютино
Спирютино — деревня в Кадуйском районе Вологодской области.
Входит в состав Никольского сельского поселения (до 2015 года входила в Бойловское сельское поселение), с точки зрения административно-территориального деления — в Бойловский сельсовет.
Расположена на берегу небольшой реки, притока Андоги. Расстояние по автодороге до районного центра Кадуя — 20 км, до центра сельсовета деревни Бойлово — 1 км. Ближайшие населённые пункты — Большая Горка, Зыково, Малая Горка.
По переписи 2002 года население — 26 человек (13 мужчин, 13 женщин). Преобладающая национальность — русские (96 %).
Родина Героя Советского Союза Лебедева Василия Петровича.